# گاما زرافه
گاما زرافه یک ستاره است که در صورت فلکی زرافه قرار دارد.